# Клетка (роман)
Вижте пояснителната страница за други значения на Клетка.
Клетка е апокалиптичен роман на ужаса, написан от американския автор Стивън Кинг през януари 2006 г. Действието се развива в Нова Англия, където художник се опитва да се събере отново със сина си след като мистериозно излъчване на сигнал по клетъчната мрежа, превръща човешките му събратя в зомбита с телекинетично общо съзнание.